# Berberis thunbergii
El agracejo japonés (Berberis thunbergii) es una planta del género Berberis propia de Japón y Asia occidental.

## Descripción
Posee un porte arbustivo denso, espinoso, de uno a dos metros de altura. Las espinas, frecuentes, son simples, a veces tridentadas; su origen es foliar, aunque ha sufrido muchas modificaciones. Las hojas, verdes o verde-azuladas, son pequeñas, ovaladas, de 12-24 mm de longitud y 3-15 mm de anchura. Las flores, amarillas, poseen un diámetro de 5 a 6 mm y se disponen en una inflorescencia en umbela; la floración se produce en primavera o a principios del verano. Los frutos, son bayas comestibles, son de un color rojo o anaranjado brillante, de 7-10 mm de longitud y 4-7 mm de anchura, contienen una semilla. Estas bayas maduran a finales del verano y, tras caer al suelo, persisten durante el invierno.

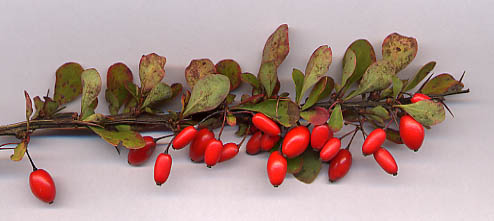
Ejemplar con abundantes bayas maduras.

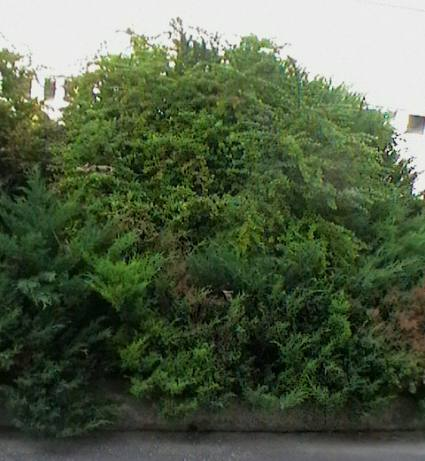
Vista de la planta

## Usos
Esta especie se emplea como planta ornamental en Japón y lugares templados del Hemisferio Norte. Existen cultivares seleccionados para: el color foliar, pues los hay con las hojas amarillas, rojo oscuras, violetas y variegadas; el crecimiento en altura o en forma compacta, exagerando su carácter arbustivo. Debido a los escapes producidos, se considera una planta invasora en el este de Estados Unidos; tanto es así que en Canadá se ha prohibido su cultivo debido a que  opera como un hospedador intermedio para  Puccinia graminis, hongo que ocasiona la roya del trigo.

## Lista de cultivares
- Berberis thunbergii  'Atropurpurea Nana' (también denominada 'Little Favourite' o 'Crimson Pygmy')
- Berberis thunbergii  'Aurea'
- Berberis thunbergii  'Bagatelle'
- Berberis thunbergii  'Bonanza Gold'
- Berberis thunbergii  'Golden Ring'
- Berberis thunbergii  'Helmond Pillar'
- Berberis thunbergii  'Red Chief'
- Berberis thunbergii  'Red Pillar'
- Berberis thunbergii  'Rose Glow'

## Taxonomía
Berberis congestiflora fue descrita por Augustin Pyrame de Candolle y publicado en Regni Vegetabilis Systema Naturale 2: 9–10. 1821.
Etimología
Berberis: nombre genérico que es la forma latinizada del nombre árabe de la fruta.
thunbergii: epíteto otorgado en honor del botánico sueco Carl Peter Thunberg.

## Nombres comunes
Agracejo rojo, agracejo púrpura.